# Kolcomysz skalna
Kolcomysz skalna (Acomys cahirinus) – gatunek ssaka z podrodziny sztywniaków (Deomyinae) w obrębie rodziny myszowatych (Muridae).

## Występowanie
Występuje w północnej Afryce i na Bliskim Wschodzie. Zasięg jej obejmuje:
- północny zachód kontynentu (południowo-wschodnie Maroko, północna i środkowa Sahara Zachodnia, północno-wschodnia Mauretania, zachodnia Algieria)[9][12].
- zachodnia Algieria[9][12].
- północny wschód Afryki (większa część Libii – bez ziem położonych na zachodzie, południu i północnym wschodzie, Egipt bez północnego wschodu, północny Sudan, Erytrea, północna Etiopia, Dżibuti)[9][12].
- na wschód do Synaju i skrajnie południowo-wschodni Izrael.

## Taksonomia
Gatunek po raz pierwszy zgodnie z zasadami nazewnictwa binominalnego opisał w 1803 roku francuski przyrodnik Étienne Geoffroy Saint-Hilaire nadając mu nazwę Mus cahirinus. Holotyp pochodził z Kairu, w Egipcie.
A. cahirinus został początkowo umieszczony w rodzaju Mus ze względu na jego niewielkie rozmiary, ale został przeniesiony do Acomys ze względu na jego morfologię (kolczaste włosy, wtórne podniebienie). Na podstawie danych morfologicznych, cytogenetycznych i mitochondrialnych A. cahirinus uznano za odrębnego od A. chudeaui, A. dimidiatus i A. seurati. Autorzy Illustrated Checklist of the Mammals of the World uznają ten takson za gatunek monotypowy.

### Etymologia
- Acomys: gr. ακη akē „ostry punkt”; μυς mus, μυός muos „mysz”[14].
- cahirinus: Kair, Egipt[15].

## Morfologia
Długość głowy i tułowia od 100 do 120 mm, ogona od 92 do 137 mm, długość ucha od 18 do 24 mm, długość tylnej stopy od 18 do 21 mm; masa ciała od 29 do 52 g. Bardzo charakterystyczne dla tego rodzaju gryzoni są kolczaste włosy na grzbiecie, mogące się stroszyć i nadające zwierzęciu oryginalny wygląd. Długi ogon jest nieowłosiony. Ubarwienie sierści jest jasnopiaskowe lub brązowe. Szczególnie długie są włosy zatokowe.

## Środowisko
Kamieniste i piaszczyste suche tereny w wapiennych górach i stepach z karłowatymi zaroślami we wschodniej części rejonu śródziemnomorskiego. W związku z odżywianiem się względnie soczystym pokarmem nie jest uzależniona od wody i może występować w bardzo suchych biotopach.

## Status
Gatunek jest pospolity. Jego populacja utrzymuje się na stałym poziomie.